# Steliana Sima
Steliana Sima este pseudonimul artistic al subcomisarului de poliție Florea Sima Cuța (n. 6 ianuarie 1965, Cilieni, județul Olt), pe care l-a purtat în perioada 1983-1987, când a fost cunoscută pentru activitatea sa de interpretă de muzică populară din zona Romanați, ca angajată a Ansamblului „Rapsodia Oltului” din Slatina, perioadă în care a activat și la Ansamblul „Plaiurile Oltului”.
Primele sale manifestări artistice au început încă din școala generală iar din anul 1983, a început să participe la concursuri și s-a angajat la Ansamblul „Rapsodia Oltului”, colaborând și cu Ansamblul „Plaiurile Oltului”. În 1987, după ce a cunoscut-o pe Maria Ciobanu, i s-au deschis noi orizonturi, deoarece s-a angajat ca solist vocal la Ansamblul Artistic „Ciocârlia” al M.A.I.
În anul 2006 a absolvit Facultatea de Muzică a Universității Spiru Haret, după care a dobândit statutul de agent de poliție.
În anul 2008 a obținut titlul de Master în „Artă Muzicală”, la aceeași universitate, după care a dobândit statutul de ofițer de poliție.
Din anul 2009 îndeplinește funcția de șef al Ansamblul Artistic „Ciocârlia” al M.A.I..

## Discografie
În cursul activității sale artistice, a înregistrat o serie de discuri:
- Șase pui de prepeliță (Vol. 1)
- Te las, neicuță, cu bine (Vol. 2)
- Mamă, când îți chemi copilul (Vol. 3)
- Lume, pentru tine cânt (Vol. 4)
- Mă întreabă fiul meu (Vol. 5)
- Marie, dragă Marie (Vol. 6)
- Unde-i satul de alta data? (Vol. 8)